# Hôtel de Bourgogne (Luxemburg)

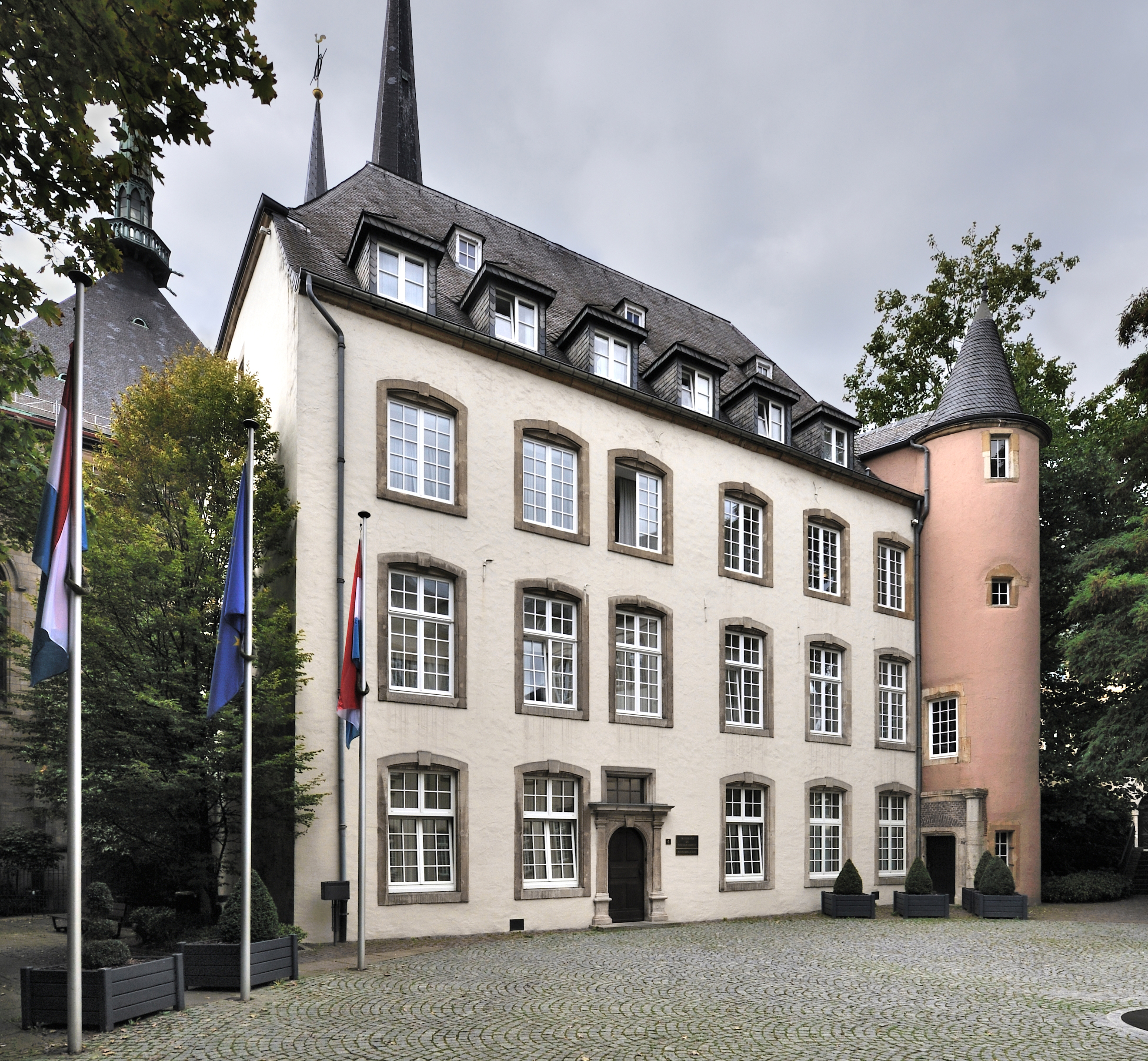
Hôtel de Bourgogne, Luxemburg

Das Hôtel de Bourgogne ist ein Hôtel particulier (Stadtpalais) in der Stadt Luxemburg. Das 1447 erstmals erwähnte Gebäude ist seit 1975 Sitz des luxemburgischen Premierministers.